# Fundacja im. Friedricha Eberta

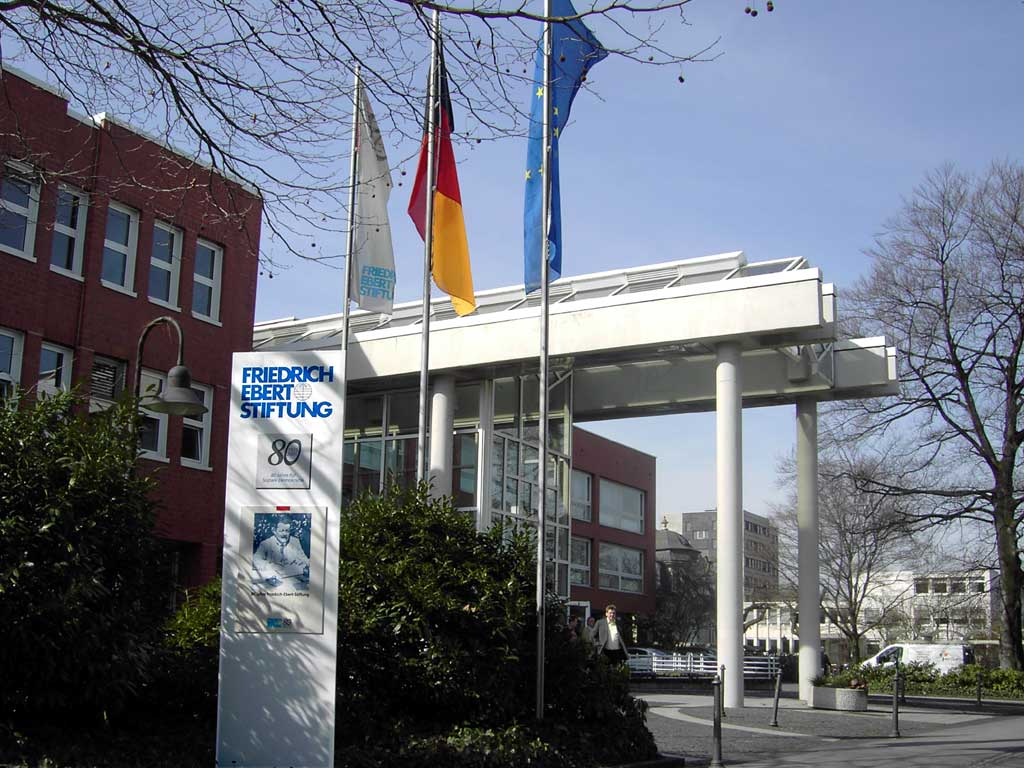
Friedrich-Ebert-Stiftung, Bonn

Fundacja im. Friedricha Eberta (niem. Friedrich-Ebert-Stiftung, FES) – niemiecka fundacja o profilu socjaldemokratycznym. Głównym celem jej działania to reprezentowanie podstawowych wartości i ideałów opartych na zasadach demokracji społecznej.
Pierwszy demokratycznie wybrany prezydent Niemiec, Friedrich Ebert, zapisał w swoim testamencie w 1925 roku wolę założenia fundacji, która miałaby pomagać młodzieży z ubogich rodzin w zdobywaniu wykształcenia poprzez udzielanie stypendiów. Ponadto Fundacja zajmuje się kształceniem politycznym i obywatelskim oraz wspiera współpracę międzynarodową. Jej biura znajdują się w Bonn i Berlinie, posiada również swoje przedstawicielstwa w ponad stu krajach świata, także w Polsce (od 1990 w Warszawie).
Spójność społeczna, rozwój i kultura demokracji oraz globalizacja w duchu solidarność to główne obszary tematyczne podejmowane aktualnie przez Fundację im. Friedricha Eberta.
Stypendystami fundacji byli m.in. Bogdan Musiał, Stanisław Parzymies i Danuta Waniek.